# Gunilla Dahlström
Gunilla Dahlström (* um 1944) ist eine ehemalige schwedische Badmintonspielerin.

## Karriere
Gunilla Dahlström gewann in Schweden sechs Juniorentitel, bevor sie in ihrem letzten Juniorenjahr 1963 erstmals bei den Erwachsenen erfolgreich war. Weitere Titelgewinne folgten 1964 und 1965. Bei den All England 1962 und den All England 1964 wurde sie jeweils 17. im Dameneinzel, 1965 belegte sie dort Rang neun. 1964 gewann sie die Norwegian International.

## Sportliche Erfolge
| Saison    | Veranstaltung                               | Disziplin   | Platz | Name                                                   |
| --------- | ------------------------------------------- | ----------- | ----- | ------------------------------------------------------ |
| 1961/1962 | Schweden: Einzelmeisterschaft U19           | Mixed       | 1     | Hans Fröman / Gunilla Dahlström (AIK)                  |
| 1961/1962 | Schweden: Einzelmeisterschaft U19           | Dameneinzel | 1     | Gunilla Dahlström (AIK)                                |
| 1961/1962 | Schweden: Einzelmeisterschaft U19           | Damendoppel | 1     | Gunilla Dahlström / Barbro Gustafsson (AIK)            |
| 1962/1963 | Schweden: Einzelmeisterschaft U19           | Dameneinzel | 1     | Gunilla Dahlström (AIK)                                |
| 1962/1963 | Schweden: Einzelmeisterschaft U19           | Damendoppel | 1     | Gunilla Dahlström / Marianne Flykt (AIK)               |
| 1962/1963 | Schweden: Einzelmeisterschaft               | Dameneinzel | 1     | Gunilla Dahlström (AIK)                                |
| 1962/1963 | Schweden: Einzelmeisterschaft               | Damendoppel | 1     | Berit Andersson / Gunilla Dahlström (MAI / AIK)        |
| 1963      | Swedish Open                                | Dameneinzel | 2     | Gunilla Dahlström                                      |
| 1963/1964 | Schweden: Einzelmeisterschaft               | Damendoppel | 1     | Gunilla Dahlström / Eva Pettersson (AIK / Ystads BK)   |
| 1964      | Internationales Federballturnier in Tröbitz | Damendoppel | 2     | Gunilla Dahlström / Ursula Hansche                     |
| 1964      | Internationales Federballturnier in Tröbitz | Dameneinzel | 3     | Gunilla Dahlström                                      |
| 1964      | Norwegian International                     | Mixed       | 1     | Bengt-Åke Jönsson / Gunilla Dahlström                  |
| 1964      | Norwegian International                     | Damendoppel | 1     | Eva Twedberg / Gunilla Dahlström                       |
| 1964/1965 | Schweden: Einzelmeisterschaft               | Mixed       | 1     | Bengt-Åke Jönsson / Gunilla Dahlström (BK Smash / AIK) |